# Braak (Deensen)
Braak ist ein Ortsteil der Gemeinde Deensen, die zur Samtgemeinde Eschershausen-Stadtoldendorf im Landkreis Holzminden, Niedersachsen gehört. Braak hat 201 Einwohner.
Braak ist eines der Dörfer dieser Gegend, die planmäßig auf Veranlassung Heinrich des Jüngeren im 16. Jahrhundert errichtet wurden. Das Vorgängerdorf an gleicher Stelle war wie andere Dörfer auch anlässlich der Soester Fehde zerstört worden. Es hatte eine Kirche, deren Ruine erst später abgerissen wurde. Das neue Dorf bekam keine Kirche. Ein Raum in dem Schulgebäude aus Fachwerk wurde auch als Kapelle genutzt. 1972 wurde eine Friedhofskapelle gebaut. Die Gemeinde der evangelischen Kirche Braak gehört zur Kirchengemeinde Stadtoldendorf. 1875 wurde die Freiwillige Feuerwehr gegründet.
Es liegt zwischen Solling und Holzberg.
Am 1. Januar 1973 wurde Braak in die Gemeinde Deensen eingegliedert.